# 艾于什庫格-赫蘭
艾于什庫格-赫蘭（挪威語：Aurskog-Høland）是挪威阿克什胡斯郡的市镇。为挪威傳統地區羅梅里克的一部分，行政中心为比約克朗恩。市镇面积为962平方公里，2004年人口数量为13,199人。